# John Adam (Generalgouverneur)

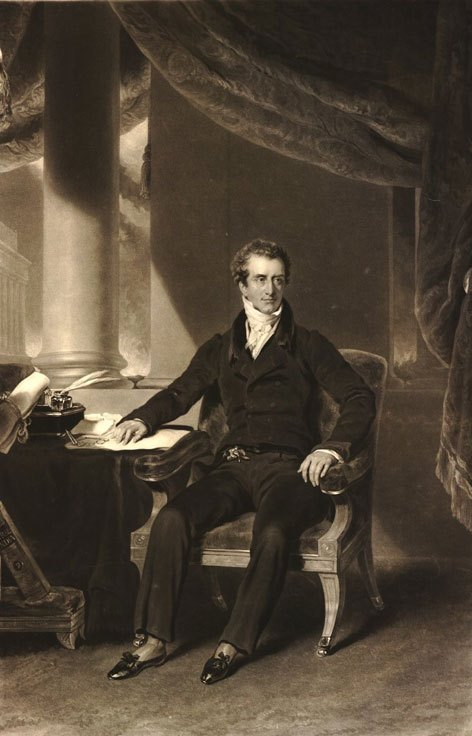
Porträt von John Adam

John Adam (* 4. Mai 1779; † 4. Juni 1825 vor Madagaskar) war ein britischer Beamter und interimistischer Generalgouverneur von Fort William.

## Leben
Er war Sohn des schottischen Parlamentsmitglieds William Adam und wurde am Charterhouse erzogen. Nach einem Jahr an der University of Edinburgh erreichte er Kalkutta im Jahr 1796. Er war Privat- und Politischer Sekretär von Generalgouverneur Hastings, den er während des Dritten Marathenkrieges im Feld begleitete. 1817 wurde er vom Court of Directors zum Ratsmitglied ernannt. Nach Hastings’ Abreise im Januar 1823 wurde Adam interimistisch Generalgouverneur, bis er im August des gleichen Jahres von William Pitt Amherst, 1. Earl Amherst, abgelöst wurde.
Während seiner Amtszeit beschnitt Adam die Pressefreiheit in Britisch-Indien. Er verwies James Silk Buckingham, Gründer des Calcutta Journal, wegen regierungskritischer Berichterstattung des Landes und erließ Vorschriften, die die Kritikfähigkeit der Zeitungen einschränkten. Buckingham rief unter anderem den Privy Council und das House of Commons an. Adams Entscheidung wurde von diesen aber aufrechterhalten. Adam verwendete als erster Generalgouverneur Regierungsgelder, um die Bildung der Einheimischen zu verbessern.
Nach Gesundheitsproblemen wurde er in die Heimat zurückbeordert. Er starb am 4. Juni 1825 auf der Rückreise vor Madagaskar und wurde auf See bestattet.

## Ehrungen
Nach Adam ist die Pflanzengattung Adamia Wall. 1826 aus der Familie der Hortensiengewächse (Hydrangeaceae) benannt (wird heute zu Hydrangea L. gestellt).